# قناة العربية

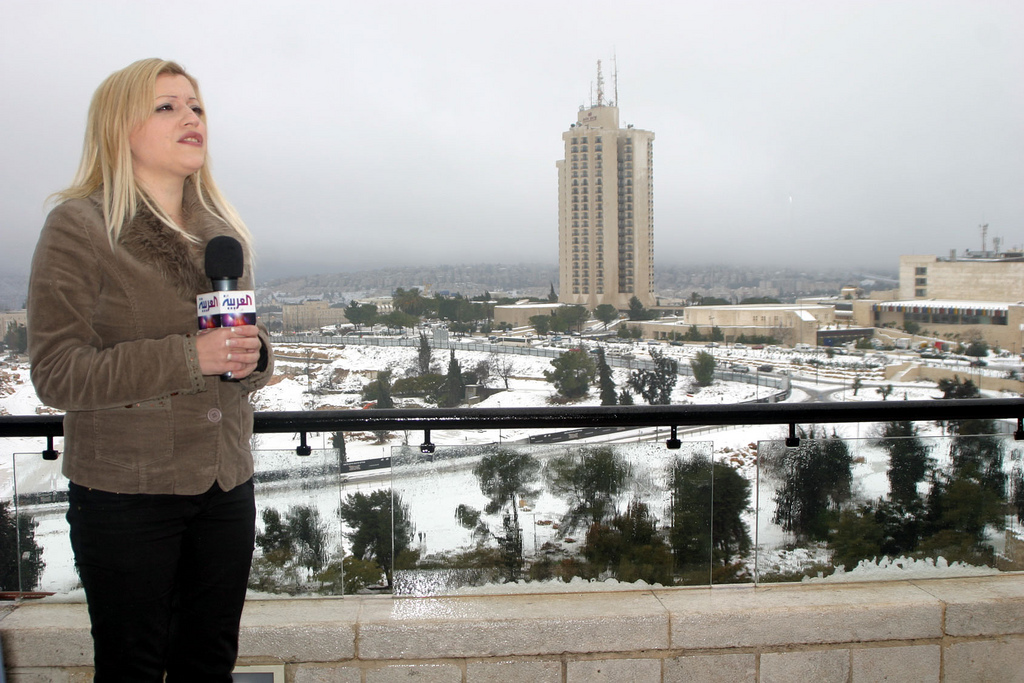
مراسلة قناة العربية ريما مصطفى في مدينة القدس

العربية هي فضائية إخبارية ناطقة باللغة العربية، أُطلقت في 3 مارس 2003 وتتخذ من مدينة الرياض مقرًا رئيسيًا لها، وهي مملوكة لمجموعة «إم بي سي» السعودية. تُصنف القناة ضمن أبرز وسائل الإعلام الإخباري في العالم العربي، وقد أُسست بمبادرة خليجية—وخاصة سعودية—لمواجهة التأثير المتنامي لقناة الجزيرة القطرية. تقدم «العربية» تغطيات إخبارية على مدار الساعة تشمل السياسة والاقتصاد والرياضة والثقافة، وتُعرف بتوجهها التحريري الموافق للسياسات الرسمية السعودية، مما جعلها محل جدل وانتقادات من جهات متعددة.

## الخلفية والتأسيس
أُعلن عن إطلاق قناة العربية في 3 مارس 2003 بوصفها فضائية إخبارية ناطقة باللغة العربية، مملوكة لمجموعة  بشراكة شبه رسمية مع ديوان الأسرة المالكة بالمملكة العربية السعودية، في تسريبات كشفتها ويكيليكس، أن القناة العربية ومجموعة إم بي سي العائدة لنسيب الملك فهد وليد البراهيم، بأن 50% من أرباح القناة هي من نصيب الأمير عبد العزيز بن فهد ابن الملك السعودي الراحل.
جاء تأسيس القناة في سياق التنافس الإعلامي بين دول الخليج، لا سيما مع بروز قناة «الجزيرة» القطرية منذ العام 1996، والتي شكّلت نموذجًا لفضائية إخبارية عربية مستقلة نسبيًا ومؤثرة لدى قطاعات واسعة من الجمهور العربي.
من الناحية التحريرية، رُسِّخت في بداياتها استراتيجية تقديم محتوى إخباري شاملة تُركز على الجوانب الأمنية والاستراتيجية للأحداث الدولية والإقليمية، واستُضيف على شاشتها محللون ومسؤولون يميلون في الغالب إلى دعم وجهات النظر الرسمية السعودية، كالنزاع في العراق، والحرب في أفغانستان، ثم لاحقًا الصراعات في سوريا واليمن. وقد اعتُبر ذلك ترجمة صريحة لتوجه القناة في نقل أو تأطير الأخبار بما يتماشى مع السياسات الخارجية السعودية.

### رؤساء قناة العربية
| الرئيس            | الفترة                        | المصدر        |
| ----------------- | ----------------------------- | ------------- |
| صالح القلاب       | مارس 2003م - فبراير 2004      |               |
| عبد الرحمن الراشد | فبراير 2004م - نوفمبر 2014م   | [ 11 ] [ 12 ] |
| عادل الطريفي      | 22 نوفمبر 2014م - يناير 2019م | [ 13 ]        |
| تركي الدخيل       | 29 يناير 2015م - يناير 2019م  | [ 14 ]        |
| نبيل الخطيب       | 1 يناير 2019م - أكتوبر 2019م  | [ 15 ]        |
| ممدوح المهيني     | أكتوبر 2019م - إلى الآن       | [ 16 ]        |

## التوجه التحريري
تُوصف العربية بأنها ذات توجه سياسي يعكس إلى حدّ كبير السياسات الإقليمية والدولية للمملكة العربية السعودية. وفقًا لتحليل ناومي ساكر، فإن القناة تسعى لتقديم نموذج من «الصحافة الإخبارية الحديثة» لكنها في الواقع تؤطر المحتوى بما يخدم المصالح الجيوسياسية السعودية، خاصة في ما يتعلق بإيران، اليمن، وحركات الإسلام السياسي.
يرى بعض الباحثين أن «العربية» تمثل «إعلام الدولة الناعم»، حيث تنتهج خطابًا عقلانيًا ظاهريًا، لكنه منضبط أيديولوجيًا، يستبعد وجهات النظر المعارضة للنهج الرسمي السعودي. تعرضت القناة لانتقادات من منظمات حقوقية وصحفية بسبب تحيزها في تغطية الثورات العربية، لا سيما في البحرين ومصر وسوريا، وهو ما وصفه لينش بأنه «تحكم استراتيجي بالسرد الإخباري».
من ناحية التنافس الإعلامي، توصف «العربية» بأنها المضاد الإعلامي لقناة «الجزيرة» القطرية، حيث تتبنى موقفًا مضادًا لتوجهات الجزيرة الداعمة للحركات الشعبية والإسلامية، حيث تتبنى خطابًا واضحًا معاديًا لها، بما ينسجم مع السياسة الأمنية السعودية. وقد أشار البعض إلى أن هذا التنافس يعكس استقطابًا سياسيًا وإعلاميًا أوسع بين السعودية وقطر، وليس مجرد تباين تحريري.
رغم تبنيها لخطاب محايد نسبيًا في الشكل، يرى مراقبون أن قناة العربية تواجه إشكاليات في المصداقية لدى بعض الجمهور العربي، خصوصًا عند تغطية القضايا المتعلقة بالحريات وحقوق الإنسان، إذ كثيرًا ما تتجاهل أو تقلل من حجم الانتهاكات في الدول الحليفة. وتشير دراسة تحليلية لجامعة وستمنستر (Westminster) إلى أن «العربية» تمثل «نموذجًا للصحافة الموجهة التي تعكس أولويات السياسة الخارجية السعودية، وتسعى لتأطير الأحداث في سياق يخدم رؤية الدولة». في دراسة منشورة في Journal of Arab & Muslim Media Research أن القناة تتبع خطابًا عقلانيًا ومعتدلًا ظاهريًا، ولكنه في جوهره يرسخ لخطاب سلطوي مؤسساتي يخدم توجهات النخبة السياسية في الخليج.

## مسيرة القناة

### تغطية الحرب على العراق
غطى مراسلو قناة العربية أحداث الاجتياح الأمريكي للفلوجة أثناء الحرب على العراق واستطاع مراسلها وائل عصام، من أصل فلسطيني، الدخول إلى منطقة الفلوجة وبدأ يرسل تقاريره الإخبارية التي وصفت بالخاطفة للأنفاس. قامت القوات الأمريكية بالقبض عليه لاحقا. ودخل فريق العربية المكون من وائل عواد (صحفي سوري)، طلال المصري (مصور لبناني) وعلي صافا (مهندس لبناني) إلى العراق مع القوات البريطانية وذلك من الحدود المشتركة مع الكويت، واختفى في 22 مارس ليظهر بعد عدة أيام وليتم إعادته إلى الكويت ضمن تغطية إعلامية واسعة من طرف القناة.
توفي 11 من كوادر العربية خلال الحرب على العراق، وقعوا ضحايا لأعمال العنف، بعضهم قتله الجيش الأمريكي. ففي مارس 2004، أطلقت القوات الأمريكية النار وقتلت مراسل العربية علي الخطيب والمصور علي عبد العزيز، حيث نقلا إلى مستشفى بغداد وتوفيا على أثر الجروح. كما قتلت المراسل مازن بواسطة صاروخ من طائرة مروحية. ثم محاولة خطف مدير مكتب قناة العربية في بغداد هشام بدوي ومذيعة القناة نجوى قاسم، تلتها محاولة اغتيال المراسل الصحفي جواد كاظم في يونيو 2005 أثناء خروجه من أحد المطاعم في بغداد  والذي قضى بعدها 6 أشهر صعبة للعلاج بعد فترات حرجة مر بها مسؤولي القناة في محاولة إخراجه من العراق لتلقي العلاج في الخارج. بعدها عاد جواد كاظم للعمل على كرسي متحرك هذه المرة في مقر القناة في دبي كمحرر ومذيع للأخبار، وتبنت جماعة مسلحة أطلقت على نفسها اسم «جند الإسلام» عملية تفجير سيارة ملغومة بمكتب القناة في بغداد الذي راح ضحيتها 7 من موظفي القناة في أكتوبر 2004.
في صباح يوم الأربعاء 22 فبراير 2006 اغتيلت أطوار بهجت مراسلة قناة العربية في العراق مع طاقم العمل أثناء تغطيتها لأحداث تفجير ضريح العسكريين وفي صباح 4 أغسطس 2007 أعلنت قناة العربية «على لسان الحكومة العراقية» مقتل المتهم باغتيال أطوار بهجت، وهو أحد عناصر تنظيم القاعدة المدعو هيثم البدري.
في يوليو 2010 تبنى تنظيم القاعدة المسؤولية عن تفجير انتحاري استهدف مكتب العربية في بغداد وراح ضحيته 4 قتلى و16 جريحا.

### أثناء اضطرابات لبنان
كانت قناة العربية القناة الأولى التي أذاعت خبر اغتيال رئيس الوزراء اللبناني السابق رفيق الحريري، كما بثت حصريا في مساء الأحد 27 مارس 2005 صور فيديو كاميرا بنك «إتش إس بي سي» الذي يقع على مقربة من فندق سان جورج في بيروت حيث وقع الانفجار، والتي اعتمد عليها التحقيق وتظهر فيها سيارة مشتبه بها بيك أب بيضاء من نوع ميتسوبيشي كانتر موديل 1995 أو 1996 والتي أظهرت لاحقًا تقرير ديتليف ميليس رئيس لجنة التحقيق الدولية التي شكلتها الأمم المتحدة للتحقيق في اغتيال رئيس الوزراء اللبناني السابق رفيق الحريري أن الاغتيال تم بواسطة الشاحنة الميتسوبيشي البيضاء بعد تفخيخها.
في ليلة رأس السنة عام 2006 بثت القناة مقابلة مع نائب الرئيس السوري عبد الحليم خدام والذي أعلن فيها من باريس انشقاقه عن النظام السوري.

### في فلسطين
تعرض مكتب قناة العربية في غزة، في ساعة متأخرة من مساء الإثنين 22 يناير 2007، إلى انفجار كبير أسفر عن أضرار مادية جسيمة، دون حدوث أي إصابات بشرية، حيث كان المكتب خاليا من الموظفين وقت الحادث كإجراء احترازي بعد تعرض بعض موظفي القناة وعائلاتهم في الأراضي الفلسطينية لتهديدات على حياتهم من قبل مسلحين. قامت ريهام عبد الكريم مديرة مكتب قناة العربية في غزة بتحميل الحكومة الفلسطينية المسؤولية وقام رئيس الوزراء الفلسطيني إسماعيل هنية بإدانة الهجوم على المكتب.
في يوليو 2020، أعلنت وزارة الداخلية والأمن الوطني الفلسطينية في قطاع غزة عن منع قناتي الحدث والعربية من العمل في قطاع غزة، بعدما بثهما تقارير تزعم حول اعتقال خلية من كتائب القسام بتهمة التخابر مع إسرائيل. أكدت وزارة الداخلية وحركة حماس على لسان عضو مكتبها السياسي موسى أبو مرزوق أمر اعتقال خلية بتهمة التعاون مع إسرائيل، كما أنهما نفيا أن يكون بينهم رابط مشترك، وهم ليسوا قيادات في الحركة أو في القسام.

### في إيران
في 2 سبتمبر 2008 قامت الحكومة الإيرانية بطرد مدير مكتب العربية في طهران حسن فحص، وقد كان ثالث صحفي للقناة يتم طرده من إيران منذ أن افتتحت مكتبا لها هناك.
في 14 يونيو 2009 أثناء الانتخابات الرئاسية الإيرانية 2009، قامت الحكومة الإيرانية بإغلاق مكتب قناة العربية لمدة أسبوع. بعد مرور سبعة أيام، وفي أثناء الاحتجاجات على الانتخابات، قررت الحكومة إغلاق المكتب «حتى إشعار آخر» بسبب ما وصفته بتغطية القناة «المنحازة» للانتخابات.

### في مصر
شاب تغطية قناة العربية لثورة الغضب المصرية الكثير من اللغط، حيث هاجم الناشط المصري وائل غنيم واتهمها بارتكاب خطأ غير مهني وغير محترم كما وصفه وكال لها الاتهام بقلب الحقائق وإذاعة الأخبار خارج سياقها. فيما انتقد مذيع القناة الإعلامي المصري حافظ الميرازي على الهواء مباشرة الإعلام السعودي الذي لا يجرؤ على انتقاد الملك السعودي فيما يبيح لنفسه انتقاد بقية الرؤساء، وأعلن أنه سيخصص حلقة من برنامجه «من القاهرة» لتناول أثر تنحي الرئيس مبارك على السعودية، معلنا أنه سيقدم استقالته في حال لم يفسح المسؤولون له المجال بذلك الأمر الذي لاقى استحسان ضيفه حمدي قنديل المشهور مما أدى لإقالته. كما استنكرت لجان التظاهرات الشعبية تغطية قناة العربية للوقائع وبثها «أخبارا كاذبة تهدف لإحباط المتظاهرين».

## أنشطة القناة
تبث القناة الأخبار السياسية كما تسلط الضوء على الأخبار الاقتصادية وأسواق الأسهم الخليجية والعربية وتتابعها بالبث والتحليل اليومي المباشر، ومن خلال برنامجي «محفظة استثمارية» و«مستشارك المالي».
- بثت قناة العربية في يناير 2006 على مدى 12 حلقة المراحل الأخيرة لمسابقة رواد الأعمال العرب، التي يعتقد أنها أول مسابقة للمستثمرين الشباب في العالم العربي.[53]
- دعت القناة في سبتمبر 2005 إلى ندوة لمناقشة دور الإعلام الاقتصادي في عملية التطوير والتوعية الاقتصادية.[54]
- أسست القناة برنامج «العربية» لإعداد وتأهيل كفاءات إعلامية على المستويين المهني والتقني، وذلك في يونيو 2006.[55]
- أقامت ملتقى تحت شعار: «تحديات العمل الإعلامي بين الجامعة والميدان»، حيث تناول الملتقى دور كل من الجامعة والمؤسسات الإعلامية في تعليم وتدريب وتطوير الكفاءات الإعلامية.[56]
- أقامت دورة بعنوان «الصحفي المتكامل» في سبتمبر 2006 للعاملين في القطاع الإعلامي من داخل وخارج القناة وكذلك للخريجين والمواهب الإعلامية الشابة.[57]
- إطلاق منتدى للفيديو من خلال موقعها على الإنترنت العربية.نت، بهدف استقطاب المواهب في مجالات إنتاج وتصوير الأفلام سواء الوثائقية أو الصحفية أو حتى تشجيع الراغبين في تسجيل لحظاتهم أو تجاربهم الشخصية، وقد نجح هذا المنتدى بالفعل في اجتذاب جمهور واسع وفي تلقي مشاركات متميزة في المجالات الصحفية والوثائقية أعدت خصيصا له، ما طرح فكرة تبني تلك المواهب المتميزة وتقديم الدعم اللازم لها من خلال تخصيص فقرة تلفزيونية قريبا لعرض أفضل المشاركات الواردة إلى الموقع الإلكتروني.[58]
- أعلنت قناة العربية عن ملتقاها الإبداعي الأول الذي أقيم في شهر مايو 2007 لصناعة الأفلام الوثائقية والذي يهدف لدعم هذه الصناعة في العالم العربي للمحترفين والهواة، إضافة إلى تشجيع الشباب العربي على التعاطي مع إنتاج الأفلام الوثائقية كواحدة من أبرز مجالات الإبداع والابتكار الإعلامي.[59]
- خلال عام 2007، تم إنتاج فيلم وثائقي ضخم من خمسة أجزاء يحمل اسم «عبد الله»، يتناول الجزء الأول والثاني منه سياسة العاهل السعودي الملك عبد الله بن عبد العزيز الخارجية، ورؤيته للتحولات الدولية على خلفية أحداث 11 سبتمبر، القضية الفلسطينية، الحرب في لبنان وأفغانستان والعراق، والتغير الحاصل في العلاقة بين الرياض وطهران. ويتناول الجزء الثالث والرابع السياسة الداخلية، خاصة الإصلاحات السياسية والاجتماعية الحاصلة والمتوقعة بعد تولي الملك عبد الله بن عبد العزيز مهام الحكم. أما الجزء الأخير فيركز على الحياة الشخصية للملك، نبذة عن تاريخه، صفاته الشخصية، تطلعاته واهتماماته. ومن ضمن المتحدثين في الفيلم ولي العهد السعودي الأمير سلطان بن عبد العزيز، والرئيس الأميركي جورج بوش الابن، ورئيس الوزراء البريطاني الأسبق توني بلير، والزعيم الجنوب أفريقي نيلسون مانديلا. تم تصوير الفيلم، ولأول مرة، داخل أروقة قصر الملك ومكتبه، أثناء تأديته مهام عمله وتعاطيه مع أفراد أسرته وموظفيه.[60] وبعد عرض الحلقة الأولى من هذا الفيلم الوثائقي تم إيقافه فجأة، وفي حين قال عبد الرحمن الراشد أن سبب وقف العرض هو خلافات داخلية وأنه يأمل أن يتم عرضه لاحقا، قال موظفون في قناة العربية أن وقف عرض الفيلم جاء بناء على أوامر مباشرة من الأسرة المالكة السعودية.[61]
- في نوفمبر من عام 2007، رعت قناة العربية في مدينة الرياض حملة جامعة الملك سعود للتوعية بمخاطر الاحتباس الحراري، وهي الحملة التي تضمنت عرض فيلم «حقيقة مزعجة» (بالإنجليزية: An Inconvenient Truth) الحائز على أوسكار أفضل فيلم وئائقي للعام 2007، إضافة إلى أوراق علمية تقدم بها عدد من الأكاديميين بالجامعة عن التغيرات المناخية في منطقة الخليج بشكل عام، وفي السعودية بشكل خاص.
- في مارس من عام 2008 أطلقت القناة ملتقاها الإبداعي الثاني لصناعة الأفلام الوثائقية والذي يهدف لدعم هذه الصناعة في العالم العربي للمحترفين والهواة، إضافة إلى تشجيع الشباب العربي على التعاطي مع إنتاج الأفلام الوثائقية كواحد من أبرز مجالات الإبداع والابتكار الإعلامي. وستشهد الدورة الثانية إضافة فئة جديدة هذا العام هي فئة «التقارير الصحافية التلفزيونية»، بغية ربط الملتقى بشكل مباشر مع مفهوم العمل الصحافي المتلفز، الذي تقدمه «العربية» من جهة، والاستفادة من الخبرات المتمرسة للقناة الإخبارية في هذا الحقل من جهة أخرى، وتم تخصيص هذه الفئة للمشاركين الجدد الذين لا يتمتعون بالمعرفة التقنية الفنية الكافية لإنتاج فيلم وثائقي من الفئتين القصيرة أو الطويلة.[62][63]
- احتفلت قناة العربية في الثالث من مارس 2008 بمرور خمس سنوات على انطلاق بثها وقد ألقى مدير القناة عبد الرحمن الراشد كلمة بهذه المناسبة قال فيها: «أهم ما أنجزناه هو تقديم وجهة نظر مختلفة لملايين المشاهدين في المنطقة».[64]
- في أكتوبر 2019 عين الإعلامي السعودي ممدوح المهيني مديراً لقناتي «العربية» و«العربية الحدث» خلفاً للدكتور نبيل الخطيب.[65]
- في أبريل 2020م أطلقت قناة «العربية» هويتها الجديدة عبر استوديوهات حديثة تم تصميمها بإطلالة تحمل تجديداً لروح القناة.[66]
- في 3 مارس 2023 احتفلت قناة العربية بالذكرى العشرين لانطلاق بثها تحت شعار «أكثر».[67] وتزامناً مع احتفال قناة العربية بالذكرى العشرين لانطلاقها أطلقت القناة إذاعة «العربية إف إم» من السعودية.[68]
- في 29 أكتوبر 2023 أعلنت شبكة «العربية» الإخبارية عن إطلاقها خدمة «العربية بزنس Business»، وهي خدمة متخصصة في أخبار قطاع المال والأعمال، وتقدم عبر أجهزة التلفزيون من خلال البث على القمر الاصطناعي «يوتلسات»، ومنصة «شاهد»، و«يوتيوب»، بالإضافة إلى خدمة البث المباشر من خلال موقع «العربية.نت».[69]
- في 19 يوليو 2025م أعلنت شبكة قنوات «العربية» اكتمال انتقال عملياتها إلى العاصمة السعودية الرياض، وأصبحت جميع النشرات الإخبارية والبرامج، والأقسام الاقتصادية والرياضية والمنصات الرقمية والموقع الإلكتروني، تُدار الآن من مقر الشبكة الجديد في الحي الدبلوماسي بالرياض.[1]

### العربية نت
تم إطلاق موقع العربية نت الإخباري في 21 فبراير2004 باللغة العربية وأضيفت خدمة تصفح الموقع باللغة الإنجليزية عام 2007 والفارسية والأردو عام 2008. معظم زوار ومعلقي الموقع بالعربية من السعودية بنسبة 32% من زوار الموقع تليها مصر بنسبة 9% وسوريا 7% والولايات المتحدة بنسبة 8%. أقل الدول العربية زيارة للموقع كانت المغرب والجزائر والعراق واليمن وسلطنة عمان بنسب متفاوتة تتراوح ما بين اثنان إلى أربعة في المئة ولبنان وتونس بنسبة واحد في المئة. ويشغل الصحافي السعودي مطر الأحمدي رئاسة تحرير الموقع. وفي أكتوبر 2019 تولى الإعلامي السعودي ممدوح المهيني رئاسة تحرير الموقع.

## البرامج
- «رواة التاريخ» سلسلة وثائقية يستضاف فيها نخبة من المؤرخين العالميين المعاصرين.
- «سجال» برنامج حواري تقديم مشاري الذايدي.
- «مراجعات» تقديم ضياء رشوان.[72]
- «الرحلة» تقديم اليوتيوبر محمد السليني.
- «نهاية الأسبوع».[73]

### بودكاست مزيج
في يوليو 2024م أطلقت شبكة العربية الإخبارية «بودكاست مزيج» الذي يقدم محتوى متنوع عبر مجموعة واسعة من البرامج، ومن برامج بودكاست مزيج: «حكايتي» لنيكول تنوري، و«ما بعد» تقدمه ليال الاختيار، و«فرصة» لصلاح خاشقجي، و«منظور» لعبد الواحد الحميد، و«مشاعر» مع الدكتور أسامة الجامع.

## انتقاد القناة
تولى إدارة القناة حين إنشائها وزير الإعلام الأردني السابق صالح القلاب، حيث بدأت تغطية الحرب على العراق؛ ثم تولى الإدارة الإعلامي السعودي عبد الرحمن الراشد وذلك بعد مرور عام على تأسيس القناة. يعد الراشد بحد ذاته شخصية مثيرة للجدل، حيث تعرض لانتقادات واسعة حتى من داخل السعودية لخطه التحريري مما أدى إلى تقديم استقالته.

### وصفها بالنفاق ومعاداة الإسلام
انتقد الشيخ عبد العزيز الطريفي قناة العربية وقال: «إن آيات النفاق الواردة في القرآن الكريم تنطبق بشكل تام على قناة العربية، مضيفاً: "تنطبق عليها أكثر من مسجد الضرار.» وقال أيضًا: «إن القناة تبنت منذ تأسيسها العداء للإسلام، وهذا العمل الذي تقوم به لا شك أنه معادٍ لرسالة محمد عليه الصلاة والسلام بشكل واضح وجلي.»

### مقارنتها بالجزيرة
يرى الراشد الذي تم تعيينه مديراً للقناة بعد القلاب أوائل عام 2004 بعد تركه رئاسة صحيفة الشرق الأوسط إن الجهة المنافسة له -الجزيرة- «لا تسير فقط في الاتجاه الخاطئ وإنما هي خطيرة أيضا». ويضيف: «إن المنطقة مليئة بمعلومات خطيرة غير دقيقة وحقائق جزئية»، بعد أن وصف عقل المجتمع العربي بـ«غير السليم» بسبب الأسلوب الذي تنقل به المعلومات. اتبعت قناة العربية منذ تأسيسها خطاً سياسيا مثيرا للجدل، حاولت القناة تقليد قناة الجزيرة، فكانت معظم برامجها مشابهة إلى حد كبير لبرامج قناة الجزيرة أو مستوحاة منها. وبهذا الصدد يقول مالك إم بي سي السعودي وليد الإبراهيم: «العربية خيار بديل أكثر اعتدالاً من قناة الجزيرة وهدفه هو وضع «العربية» بالنسبة للجزيرة في الموقع نفسه الذي تحتله سي إن إن من فوكس نيوز كمنفذ إعلامي هادئ ومتخصص معروفة بالتغطية الموضوعية وليس الآراء التي تقدم في صورة صراخ.»

### موقفها من الصراع العربي الإسرائيلي
اعتنقت «العربية» قائمة من التعبيرات مختلفة عن تلك التي تستخدمها وسائل الإعلام العربية فيما يخص الصراع العربي الإسرائيلي أو ما تبعها من غزو أمريكي للعراق. فالعربية التي أدارها بداية وزير الإعلام الأردني الأسبق صالح القلاب أطلقت على من يقتلهم جنود الاحتلال الإسرائيلي من الفلسطينيين بـ«القتلى» في حين كانت تصفهم قناة الجزيرة بـ«الشهداء». مدير القناة عبد الرحمن الراشد يرد على هذه النقطة قائلا أن القضية معقدة أكثر مما تبدو، فالمحطة ليست وظيفتها منح الناس الشهادة فذلك حق رباني، وأنه «عندما يقتل إرهابي بريئا أو مجاهدا سواء في السعودية أو مصر أو اليمن أو المغرب أو غيرها، نقول عنه قتيل، فلماذا نسميه في لبنان أو فلسطين شهيدا؟»

### التقرب من الولايات المتحدة والتوجه الليبرالي
ذكر عدد من الباحثين أن قناة العربية وجريدة الشرق الأوسط وغيرها كجزء من «الإمبراطورية الإعلامية» السعودية، تعتمد على كتّاب ليبراليين غير سعوديين تحديداً للرد على الاتهامات وتحسين صورة المملكة أمام العالم. من جانب آخر، تعرضت العربية لانتقادات تتهمها بمناصرة السياسات السعودية والأمريكية حسب رأي منتقديها.

### موقفها من الربيع العربي
في الاحتجاجات الشعبية في مصر عام 2011 تم اتهام العربية بالانحياز كليًا للنظام الحاكم وظهرت وكأنها ضمن آلته الإعلامية.

### الموقف من تركيا والأكراد
وجهت جهات إعلامية تركية وعربية عديدة اتهامات لقناة العربية وقناة سكاي نيوز عربية ووسائل إعلام خليجية أخرى بالانحياز ضد تركيا. من الأمثلة ما أورده موقع سوشال الذي نقل عن مسؤولين أتراك أن قناة العربية أرادت الإيقاع بين تركيا والولايات المتحدة من خلال اتهام الجيش التركي بقصف قاعدة أمريكية قرب عين العرب السورية.

### عدم المصداقية
بعد نجاح الثورة المصرية تحدى الصحفي حافظ الميرازي مدير مكتب العربية في القاهرة القناة على الهواء قائلا:
وأدى إبداء رأيه بهذه الصورة إلى إقالته من القناة.

## الجوائز التي حصلت عليها القناة
حصل موقع العربية الإلكتروني جائزة «أفضل تخطيط استراتيجي للمواقع العربية» في عمّان وذلك عن موقع «استثمر في السعودية» (InvestInSaudi.com) وهو الموقع الذي أسسته وأدارته قناة العربية لصالح الهيئة العامة للاستثمار في السعودية، وهي هيئة حكومية معنية بتطوير البيئة الاستثمارية السعودية.
وحازت العربية على ثلاث جوائز خلال المهرجان العربي الرابع للإعلام في بيروت، فذهبت جائزة أفضل مذيعة نجوى قاسم أما أفضل مذيع فكانت من نصيب الإعلامي طاهر بركة، بينما سمي موقع القناة الإلكتروني، الأول عربيا.
كما حصلت على جائزة خاصة عن إعلانها «الأقرب إلى الحقيقة»، وذلك خلال حفل إطلاق فعاليات مهرجان جربة التلفزيوني في تونس. وكانت لجنة الحكم التي يرأسها جان كلود بولس، الرئيس السابق لجمعية الإعلانيين الدولية (IAA) ومدير عام قناة السومرية الفضائية، وذلك بناء على إعلان العربية الذي وصفته اللجنة «بالأخاذ والمثير للاهتمام في تعبيره عن أهمية الإعلام الذي يتوخى الدقة والتوازن والموضوعية». ويظهر ذلك الإعلان مشهد لساحة حرب شرق أوسطية مركّبة على الطريقة الهوليوودية، يتبين فيما بعد أنها ليست سوى الغشاء الخارجي للحدث الحقيقي الذي يتمحور حول معاناة أم وبكائها على طفلها الميت. الإعلان نفسه ربح جائزة كريستال الإعلامية خلال حفل توزيع جوائز كريستال - للشرق الأوسط وشمال أفريقيا (CRISTAL - MENA) في الدار البيضاء في المغرب في فبراير 2006.
بحلول نهاية عام 2006 أعلنت مؤسسة جائزة الإيمي الدولية أسماء قنوات التلفزة المرشحة لجائزتها كانت العربية إحدى القنوات التي تتنافس مع قنوات عريقة وعتيقة في خبرتها الإعلامية مثل سكاي نيوز وبي بي سي نيوز. ودخلت العربية كمنافسة في فئتي الأخبار العاجلة عن إذاعتها للتقرير الأول للمحقق الدولي ديتليف ميليس المتعلق بقضية اغتيال رفيق الحريري رئيس الوزراء اللبناني السابق، وكذلك عن فئة التغطية الإخبارية الشاملة في بثها للجلسة الأولى لمحاكمة الرئيس العراقي السابق صدام حسين في أكتوبر 2005.
في عام 2023، تمكنت قناة «العربية» من الفوز بـ 38 جائزة مرموقة من بينها خمس جوائز ذهبية من جوائز تيلي العالمية. ومن أبرز الفئات التي فازت بها العربية البرامج الثقافية والتاريخية والتصميم الإبداعي والوثائقيات، بالإضافة إلى السوشيال ميديا واستخدام تقنية الواقع المعزز.

## الشعار
يتكوّن الشعار من اسم القناة «العربية» مكتوبًا بخط عربي معاصر، يتميز بتصميم خاص لحرف «العين». اختير اسم «العربية» عمدًا ليعكس هوية قومية عربية، تهدف إلى استقطاب جمهور واسع خارج الحدود السعودية، وإعطاء انطباعٍ بأن المحتوى موجهٌ للعالم العربي جمعاء، لا لمصالح دولة بعينها. اختارت القناة اللون البنفسجي في هويتها البصرية، وهو لون غير شائع بين القنوات الإخبارية.
صور تظهر التغييرات لشعار العربية 

أول شعار للقناة من 2003 إلى 2015
ثاني شعار للقناة من 2015 إلى 2020
ثالث شعار للقناة من 2020 إلى حتى الآن وهو الشعار الحالي للقناة

## وصلات خارجية
- الموقع الرسمي
- البث المباشر لقناة العربية